# Richard Strohal
Richard Strohal (* 22. August 1888 in Mährisch-Schönberg; † 20. Februar 1976 in Innsbruck) war ein österreichischer Philosoph.

## Leben
Strohal war der Sohn eines österreichisch-ungarischen Offiziers. Er besuchte das Franziskanergymnasium Hall in Tirol und studierte ab 1907 an den Universitäten Wien, Göttingen und Innsbruck Philosophie, Mathematik und Physik. 1913 promovierte er in Innsbruck.
Nach dem Kriegsdienst war er als Lehrer an Gymnasien für die Fächer Mathematik, Physik und Philosophie tätig. Ab 1924 war er Dozent für Philosophie und Pädagogik an der Universität Innsbruck, wo er 1924 bei Franz Hillebrand und Alfred Kastil habilitierte. 1930 erhielt er in Innsbruck ein Extraordinariat für Philosophie mit besonderer Berücksichtigung der Pädagogik, das er bis 1938 innehatte. In diesem Jahr wurde er als „politisch nicht tragbar“ entlassen, weil er sich abfällig über die NSDAP und Adolf Hitler geäußert habe.
Ab 1945 war er wieder als Professor für Philosophie und Pädagogik an der Universität Innsbruck tätig, wo er sich vor allem mit den begrifflichen Grundlagen der Mathematik und der Naturwissenschaften sowie mit der experimentellen Psychologie und Pädagogik auseinandersetzte.

## Schriften
- Die Grundbegriffe der reinen Geometrie in ihrem Verhältnis zur Anschauung. Leipzig 1924.
- Grundfragen der Psychologie. Innsbruck 1930.
- Autorität. Freiburg im Breisgau 1954.